# Минас Жераис
Минас Жераис (порт. Minas Gerais) је једна од 26 држава Бразила, друга по броју становника, а четврта по величини у бразилској федерацији. Главни град је Бело Оризонте. Минас Жераис се граничи са државама Баија и Гојас на сјеверу, Мату Гросу ду Сул на западу, Сао Пауло и Рио де Жанеиро на југу и државом Еспириту Санту. Такође, Минас Жераис се граничи и са федералним дистриктом.

## Историја
Минас Жераис су створили колонисти у 16. вијеку, у потрази за златом, а касније и дијамантима. Сам назив Минас Жераис (порт. Minas Gerais; скраћено од Минас дос Матос Жераис, порт. Minas dos Matos Gerais), на португалском значи општи рудници. Рудници су допринијели развоју унутрашњости и стварању неколико нових мјеста. 
Први главни град и сједиште државе је било мјесто Маријана, а послије је пребачено у мјесто Vila Rica do Ouro Preto. У другом дијелу 18. вијека Vila Rica do Ouro Preto је била највећи град у Бразилу, а такође је имала и највише становника у обје Америке. Еуфорична производња и ископавање драгог камења и злата је почела да опада у другој половини 18. вијека, а захтјеви португалске круне за већим порезима, кулминирала је устанком познатим као Завјера Минаса (Minas Inconfidência), 1789. године. Када су рудници потпуно пресушили, крајем 19. вијека, Vila Rica do Ouro Preto је изгубио на значају. Касније је град преименован у Ouro Preto и остао главни град све до стварања потпуно новог и планираног града Бело Оризонтеа, на почетку 20. вијека.
Златна грозница је оставила трага на многим градовима у Минас Жераису (Маријана, Оро Прето, Дијамантина, Sabará, Tiradentes и São João Del Rey). Релативна изолација од европског утицаја, као и велики доток злата и осталих вриједних минерала, помогла је људима да развију посебан стил у умјетности, познат као Бароко Минеиро (Barroco Mineiro). Најбољи примјери Бароко Минеироа, из овог периода су богато украшене цркве у колонијалним градовима, сачувани до данас као музеји. Најпознатији умјетници тог периода су Antônio Lisboa, познат као Алејжадињо. Његове статуе и слике су високо цијењене од стране експерата као најпрефињенији умјетнички израз изван Европе, тог времена. Заједно са архитектуром, и музика је доживјела свој врхунац у Минас Жераису, у 18. вијеку. Због богатства, за које се чуло надалеко, многи познати музичари су долазили из Европе у Минас и оснивали своје музичке школе, чиме је музика ових крајева постала много више налик на класичну Европску музику од остале Бразилске музике.
Иако рудници нису били толико профитабилни, Минас Жераис је и даље играо главну улогу у животу Бразила, у 19. вијеку. Захваљујући политичком утицају у Бразилу, Минас Жераис се одхрвао од неизбјежне пропасти почевши узгајати нови највећи извозни производ Бразила - кафу. Једно вријеме, захаљујући политици, једино се у Минас Жераису могла производити кафа, чиме су стекли почетну предност у односу на остатак Бразила. Ова кафа и данас, у Европи, слови за најбољу кафу.

## Географија
У Минас Жераису се налазе извори скоро свих великих ријека Бразила (осим Амазона), а најпознатије су Сао Франсиско, Парана и ријека Доке. У држави се, такође, налазе и неке од највећих хидроелектрана, укључујући и Фурнас, хидроелектрану на ријеци Рио Гранде. Неки од највећих планинских врхова се такође налазе у Минас Жераису, нарочито на југу државе, а најупечатљивија планина је Пико да Бандејра (Pico da Bandeira), трећи врх по висини, у Бразилу на 2890 метара надморске висине. Држава има огромне резерве гвожђа, велике резерве злата и драгог камења, укључујући ту смарагд, топаз и аквамарин.
Како је Минас Жераис разнолика држава, сваки регион државе посједује неке своје географске посебности.
- централни и источни дио државе је брдовит, са мало вегетације на планинама. У околини мјеста Сете Лагоас (Sete Lagoas) је типична крашка топографија са доломитским стијенама, пећинама и језерима. Нека брда у овој регији су у потпуности руда гвожђа, што је због веома изражене рударске индустрије довело до еколошких проблема. Источно од Бело Оризонтеа, налази се челична долина (Vale do Aço) и град Ипатинга (Ipatinga). У овој долини се налази велики број компанија за производњу челика. Данак овакве индустријализације су платиле шуме, које су практично нестале у овом региону.

- јужни дио државе је брдовит и зелен. Ово је област у којој се узгаја позната минас кафа и у којој се производи млијеко. Овај дио државе је хладнији од остатка и у неким крајевима се температура зими може спустити и испод нуле. Овај је крај такође познат по изворима минералних вода.

- југоисток државе се назива и Зона да Мата, односно зона шуме, некада је био најбогатији регион, до почетка индустријализације, средином двадесетог вијека. Тренутно је само највећи град овог региона, Жуиз де Фора (Juiz de Fora) важнији индустријски центар.

- запад Минас Жераиса, позат као "Triângulo Mineiro" (значи Минасов Троугао због свог географског облика), се састоји од специфичног типа саване, познате као Серадо (Cerrado). Првобитно је овај регион су населили ранчери, а и данас је сточарство најбитнија економска грана у региону. Осим сточарства, од деведесетих година двадесетог вијека, почело се са интензивном производњом соје. Већи градови у овом региону су Уберландија (Uberlândia) и Убераба (Uberaba)

- На сјеверу државе се налазе сушна подручја. Наводњавања ријеком Сао Франсиско, која су почела задњих година, донијела су резултате у пољопривреди, али и даље је ово далеко најсиромашнији дио Минас Жераиса. У овом крају су се налазили (сада пресушени) рудници дијаманата. Већи градови у овом региону су Монтес Карлос (Montes Claros), Говернадор Валдарес (Governador Valadares) и Теофило Отони (Teófilo Otoni).

## Култура
Минас Жераис или Профињени Бразил, због богатства, привлачио је многе умјетнике који су оставили свој печат, и створили од ове државе најспецифичнију државу Бразила. 
Народ је резервисан, опрезан, тихо меланхоличан, али ипак гостољубив и породичан. Ово је једна од најрелигиознијих држава и уз римокатолике и евангелисте, практикују се и спиритуалистичке афричке религије, највише због Чико Шавијера (Chico Xavier), највеће бразилске спиритуалистичке иконе, која је цијели свој живот провела у Минас Жераису.
Широм Бразила је позната кухиња Минас Жераиса, која највише укључује поврће и месо (најчешће свињетину и пилетину). Традиционална кухиња подразумијева спремање хране на шпоретима на угаљ или дрво у челичном посуђу. Тијесто се прави од кукурузног брашна или брашна маниоке, јер се жито које су колонисти упорно доносили није никада добро примало у овим крајевима. Најпознатије јело је pão de queijo, односно ролнице са сиром од брашна маниоке, најчешће се сервира уз доручак.
Минас Жераис је познат изван граница Бразила и по томе што је то држава у којој је рођен Пеле, најбољи фудбалер свих времена.

## Демографија
- - 53,6% бијелаца (већином поријеклом, Португалаца, али има и 2 милиона Италијана, као и мање групе Нијемаца, Шпанаца, Арапа ...)
  - 37,6% мулата (мијешаног, најчешће европско - афричког поријекла)
  - 7,8% црнаца, односно афро-Бразилаца
  - 0,3% домородаца, бразилских индијанаца
  - 0,1% азијата (највећим дијелом јапанског поријекла)

## Економија
Минас Жераис је највећи произвођач млијека, кафе и руда. Како има доста воденог потенцијала, Минас произведе и доста струје. Аутомобилска индустрија је јака такође, Фијат и Мерцедес имају своје фабрике у Минасу. Туризам није ништа мање битна индустријска грана. Како се у држави налази много историјских градова који су задржали колонијални дух из времена златне грознице, као што су Оро Прето, Маријана, Дијамантина, Sabará, Конгоњас, Tiradentes, и Sao João del Rey. Осим историјских, ту су и градови познати по љековитим изворима, као што су Араша (Araxá), Poços de Caldas, Lambari, Caxambu и други.
Економска подјела државе је иста као и географска, па тако јужни дио државе (уз границу са Рио де Жанеиром и Сао Паулом) има неколико индустријких градова ко што су Жуиз де Фора, Варжиња, Pouso Alegre, Poços de Caldas, као и Ипатинга (мало источније). Сјевероисточни регион је најсиромашнији, али Говернадор Валадарес и Теофило Отони су градови у којима се тргује драгим и полудрагим камењем, као што су топаз и сафир. Централни дио државе (гдје се налази и главни град) посједује велике резерве гвожђа и у мањој мјери злата које се и данас активно експлоатишу. Запад државе или "Triângulo Mineiro" је регија која је мало рјеђе насељена од остатка државе и тренутно је фокусирана на биотехнолошка истраживања у сточарству, производњи соје и кукуруза. 
Минас Жераис има велику популацију имиграната, нарочито у САД. Бостон је град у којем се налази највећа колонија бразилских имиграната из Минас Жераиса.

## Застава
Застава државе је једна од најстаријих у Бразилу, коју су створили сами Бразилци. Републиканска Партија, која је била опозиција за вријеме Бразилске царевине, је незванично усвојила ову заставу као заставу државе. Од 1946. године, она је и званично застава државе Минас Жераис.
Реченица Libertas quæ sera tamen која стоји на застави представља латински мото који у слободном преводу значи Слобода, било када. Троугао представља Свето Тројство, као и три идеала француске револуције: Liberté, Egalité, Fraternité.
И саме боје имају револуционарно значење: бијела представља жељу за стварањем мирољубиве нације, без било каквих колонијалних институција, а црвена симболизује пламен слободе.